# Mistrovská díla ústního a nehmotného dědictví lidstva

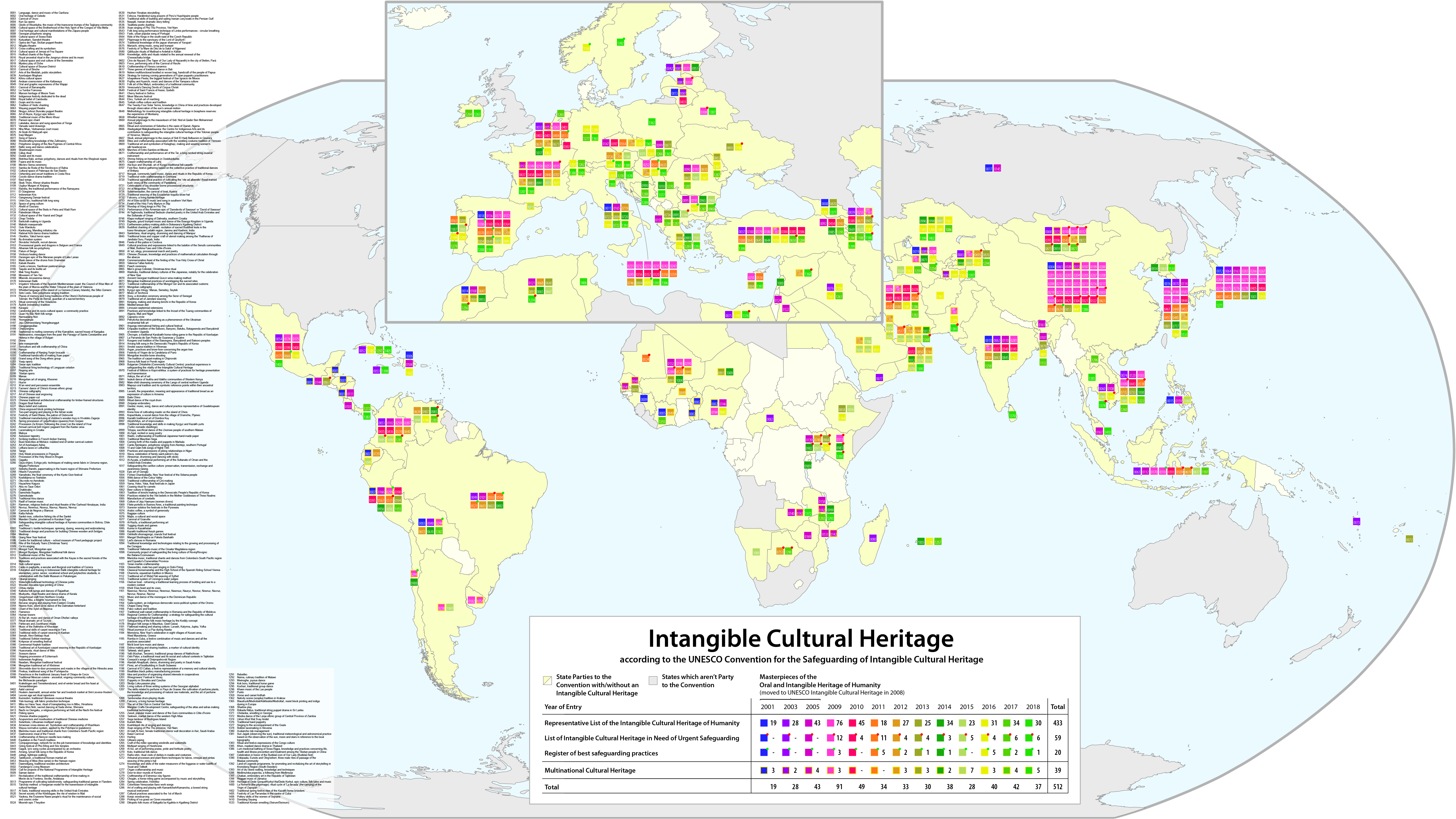
Mapa ukazující rozdělení mistrovských děl ústního a nehmotného dědictví lidstva podle států světa

Prohlášení mistrovských děl ústního a nehmotného dědictví lidstva bylo učiněno generálním ředitelem UNESCO v roce 2001 z důvodu uvědomění si, že existují i nehmatatelné kulturní památky a že je nutné pomoci místním obyvatelům s ochranou těchto děl a k zachování těch místních lidí, kteří znají tyto formy kulturního vyjádření. Několik projevů nehmotného kulturního dědictví po celém světě bylo oceněno titulem „mistrovské dílo“, aby byla rozpoznána jejich nemateriální hodnota, stejně tak jako by měl být dán závazek státu k podpoře a ochraně mistrovských děl. Vyhlášení dalších děl proběhlo v roce 2005.
K roku 2020 existovalo 584 mistrovských děl ze 131 zemí.

## Česko
Česká republika je na seznamu zastoupena sedmi takovými nemateriálními kulturními památkami:
- od roku 2005 slováckým tancem verbuňk
- od roku 2010 vesnickými masopustními obchůzkami a maskami na Hlinecku[5]
- 27. listopadu 2011 byla na seznam přijata slovácká jízda králů (Hluk, Vlčnov, Kunovice a Skoronice)
- 1. prosince 2016 pak spolu se Slovenskem dosáhla zařazení tradičního loutkářství[6]
- 1. prosince 2016 přibylo i sokolnictví (Česko spolu s dalšími 17 státy)[5]
- 28. listopadu 2018 pak přibyl společně s Německem, Maďarskem, Rakouskem a Slovenskem na seznam modrotisk[7]
- 17. prosince 2020 byla na seznam zařazena ruční výroba skleněných vánočních ozdob[8][9][10]
- 1. prosince 2022 byla zařazena voroplavba[11]